# تحليل الأثر التشريعي
تحليل الأثر التشريعي أو تقييم الأثر التشريعي (RIA) هو مستند يتم إنشاؤه قبل طرح تشريع حكومي جديد. تقدم تحليلات الأثر التشريعي في العديد من الدول، على الرغم من اختلاف نطاقها، ومحتواها، ودورها وتأثيرها على صنع السياسات.

## دوره
يستخدم تحليل الأثر التشريعي لتقديم تقييم مفصل ومنهجي للآثار المحتملة لتشريع جديد من أجل تقييم ما إذا كان التشريع سيحقق الأهداف المرجوة منه أم لا. تنبع الحاجة إلى تحليل الأثر التشريعي من حقيقة أن التشريع عادة ما يترتب عليه العديد من الآثار وغالبًا ما يصعب التنبؤ بها دون دراسة مفصلة وتشاور مع الأطراف المعنية. كما يؤكد النهج الاقتصادي لقضية التشريع أيضًا على المخاطر العالية بأن تتجاوز تكاليف التشريع فوائده. ومن هذا المنظور، يكون الغرض الأساسي من تحليل الأثر التشريعي ضمان أن يكون التشريع معززًا للرفاهية من وجهة نظر المجتمع - أي؛ أن تتجاوز الفوائد التكاليف. ويجري تحليل الأثر التشريعي عامة في سياق مقارن، مع وسائل مختلفة لتحقيق الهدف المنشود الذي يجري تحليله والنتائج المقارنة.

## التاريخ والتطور
يعد أول تحليل للأثر التشريعي هو «تقييمات أثر التضخم» التي طلبتها إدارة كارتر في الولايات المتحدة عام 1978. تم توسيع شرط تحليل الأثر التشريعي أثناء إدارة ريغان، بتقديم تحليل المنافع والتكاليف (BCA) ليصبح الأسلوب المنهجي المطلوب. كما كانت أسترالياواحدة من أوائل الدول التي طلبت استخدام تحليل الأثر التشريعي (1985). وبحلول منتصف تسعينيات القرن العشرين كان هناك 12 دولة تقريبًا تنتمي لمنظمة التعاون والتنمية الاقتصادية قد نفذت متطلبات تحليل التأثير التشريعي بشكل ما، على الرغم من أن نطاق التحليل المطلوب يختلف اختلافًا كبيرا. وبحلول عام 2000، كانت 20 من 28 دولة من دول منظمة التعاون والتنمية الاقتصادية قد نفذت متطلبات تحليل الأثر التشريعي. حاليا، تستخدم جميع دول منظمة التعاون والتنمية الاقتصادية تقريبًا تحليل الأثر التشريعي. كما بدأ البنك الدولي أن يوصي عملاءه من الدول بتنفيذ متطلبات تحليل الأثر التشريعي. ونتيجة لذلك، اعتمد عدد متزايد من الدول النامية الآن متطلبات تحليل الأثر التشريعي.
كما توسع نطاق متطلبات تحليل الأثر التشريعي أكثر من مرة في العديد من البلدان التي اعتمدته. وعلى العكس، فلم تتخل عن استخدام تحليل الأثر التشريعي بعد اعتماده سوى القليل من الدول، إن وجد.

## كندا
في كندا، من المتوقع إصدار لوائح فدرالية من أجل بيان تحليل الأثر التشريعي (RIAS). يتكون بيان تحليل الأثر التشريعي من ستة أجزاء: الوصف، والبدائل، والفوائد والتكاليف، والاستشارة والامتثال، والإنفاذ، والاتصال.

## الاتحاد الأوروبي
أدخلت المفوضية الأوروبية نظام تقييم الأثر عام 2002، حيث دمجت واستبدلت أنواع التقييم ذات القطاع الواحد. فترى المفوضية الأوروبية أن تقييم الأثر عملية تهدف إلى هيكلة ودعم تطوير السياسات. حيث يحدد ويقيم المشكلة المطروحة والأهداف المرجوة. كما يحدد الخيارات الرئيسية لتحقيق الهدف ويحلل آثاره المحتملة في المجالات الاقتصادية والبيئية والاجتماعية. فضلاً عن أنه يحدد مزايا وعيوب كل خيار، ويدرس أوجه التآزر المحتملة والمقايضات. في عامي 2005 و2006 حدثت المفوضية نهجها ليشمل الأبعاد الاقتصادية والاجتماعية والبيئية، وبالتالي فإنها تتحرك في اتجاه تقييم الأثر على الاستدامة. كما كان هناك تحديث في 2009.

## المملكة المتحدة
في المملكة المتحدة، كان تحليل الأثر التشريعي لسنوات عديدة أداة رئيسية في المساعدة على تحسين نوعية التنظيم والتقليل من الأعباء غير الضروروية على الأعمال التجارية. وكانت إدارات الحكومة المركزية تستخدم تحليل الأثر التشريعي لعدة سنوات مستعينة بالدليل الذي قدمه المكتب التنفيذي للتشريعات الأفضل (BRE) في مكتب مجلس الوزراء. وفي مايو 2007 تم إدخال نظام جديد لتقييم الأثر (IAS) حيث دخل في مرحلة التشغيل الكامل في نوفمبر 2007. ويعد المكتب التنفيذي للتشريعات الأفضل، وهو الآن جزء من إدارة الأعمال والمشاريع والإصلاح التنظيمي مسؤولاً عن عملية تقييم الأثر.
والهدف من تقييم الأثر هو المساعدة في تحسين وضع السياسات من خلال صب مزيد من التركيز على قياس المنافع والتكاليف في تقييم الأثر. وقد كان إزالة كلمة «تشريع» اعترافًا بأن الكثير من الأعباء الحكومية على الأعمال التجارية، والقطاع الثالث، والهيئات العامة لم تنفذ دائما بوصفها قوانين أو تشريعات؛ مثل دساتير الممارسة، ومتطلبات التقرير أو توجيه التمويل، وأن تأثيرات هذه التدابير تحتاج أيضًا إلى تقييم.

## وصلات خارجية
- European Commission information on Impact Assessment
- European Commission-funded website on Impact Assessment Tools نسخة محفوظة 19 يناير 2012 على موقع واي باك مشين.